# Leif Monies
Leif Monies (født 1. august 1920, død 9. november 2008 på Frederiksberg) var en dansk civilingeniør, der fra 1964 til 1986 var leder af Den Grafiske Højskole.
Han blev i 1938 student fra Skt. Jørgens Gymnasium. Han var fra 1964 til 1978 direktør for Den Grafiske Højskole. Titlen ændredes i 1978 til rektor.
Leif Monies var i 1985 formand for den grafisk-tekniske arbejdsgruppe i Ingeniørforeningen i Danmark.
Han var ridder af Dannebrog.